# Andriana hancocki
Andriana hancocki is een rechtvleugelig insect uit de familie doornsprinkhanen (Tetrigidae). De wetenschappelijke naam van deze soort is voor het eerst geldig gepubliceerd in 1910 door Bruner.
1. ↑  (en) Andriana hancocki op de IUCN Red List of Threatened Species.